# 파우사니아스 (오레스티스)

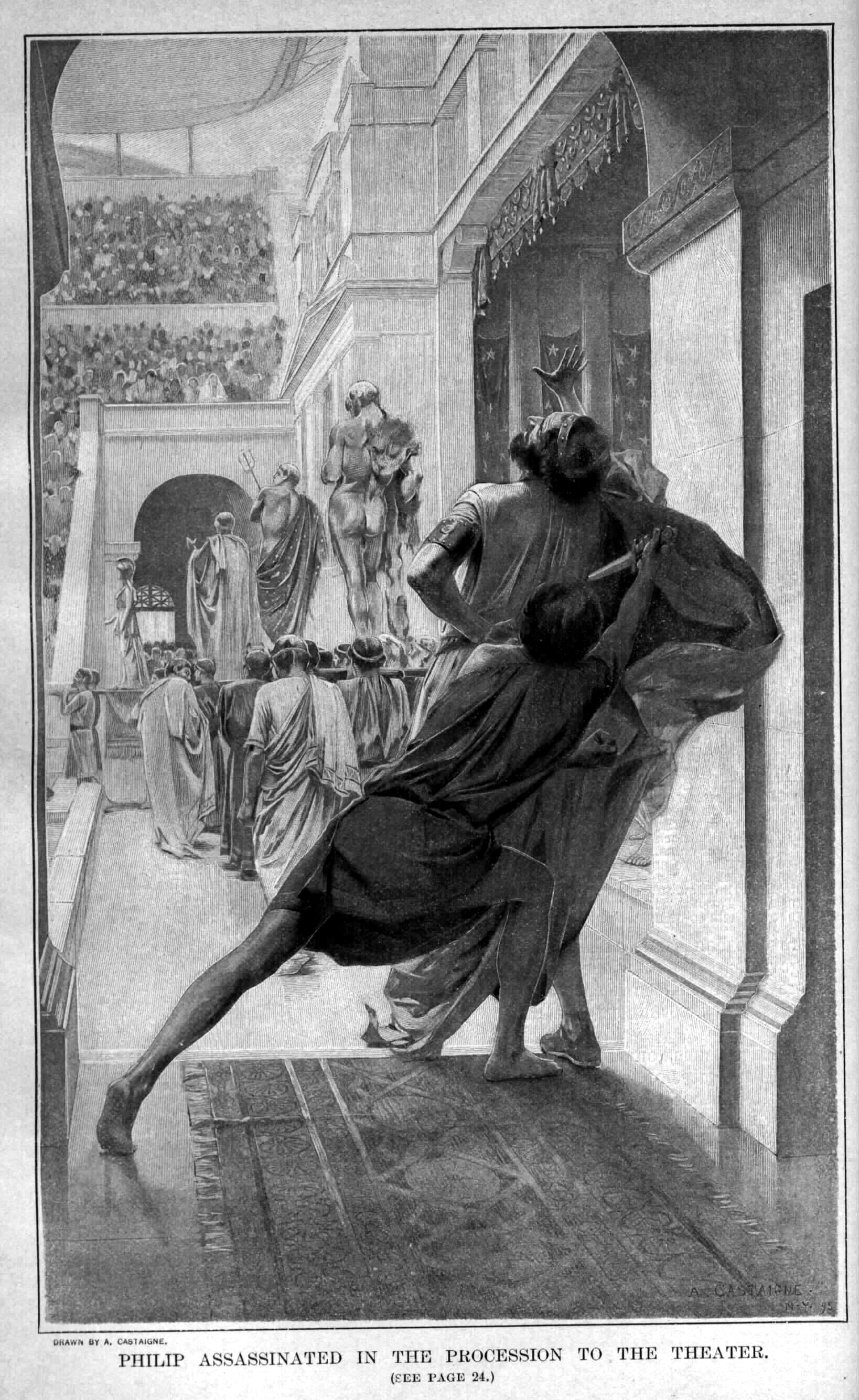
필리포스의 암살, 앙드레 카스테뉴

오레스티스의 파우사니아스(라틴어: Παυσανίας ἐκ τῆς Ὀρεστίδος)는 마케도니아 왕국의 필리포스 2세의 측근호위관으로 왕을 암살한 인물이다. 그는 기원전 336년필리포스 2세를 암살했다. 그는 체포되어 살해당했다. 그 살인을 설명하는 가장 인기 있는 이야기는 디오도로스 시켈로스의 주장으로 그는 아리스토텔레스의 언급까지 확장했다.
디오도로스에 따르면, 아탈로스 장군이 친구의 죽음으로 인해 파우사니아스를 꾸짖었다고 했다. 필리포스와 파우사니아스는 한 때 연인관계에 있었지만, 정사는 끝났고, 필리포스는 아탈로스의 친구(똑같은 파우사니아스라는 이름을 가진)와 새로운 정사를 나눴고, 모욕감을 느끼고 연인 관계를 공공연히 모욕했다고 전한다. 명예를 보전하기 위해, 아탈로스의 친구는 전투에서 위험을 피하지 않음으로써 자결을 했고, 동시에 왕을 보호했다. 충격에 빠진 아탈로스는 오레스티스의 파우사니아스를 징벌할 방안을 찾았고, 그를 취하게 해서, 강간을 하게 했다. 어떤 이유인지 필리포스는 아탈루스를 처벌하지 않았다. 파우사니아시는 측근경호관으로 승진했고, 위로차원이었던 것으로 생각된다.

## 참고자료

### 고대문헌
- 플루타르코스: 알렉산더의 일생
  - 필리포스의 암살, 플루타르코스
- 디오도로스 시켈로스, 16.94

### 현대연구
- 필리포스의 죽음: 살인인가 암살인가?
- Alexander The Great, J.R. Hamilton
- Alexander Of Macedon 356-323 B.C., 피터 그린